# Fachverband Biogas
Der Fachverband Biogas e.V. (FvB) ist ein Verein für Betreiber, Hersteller und Planer von Biogasanlagen, mit Sitz in Freising. Er wurde 1992 gegründet und setzt sich für die verstärkte Nutzung der Biogastechnologie ein sowie für den Erfahrungs- und Informationsaustausch im Biogasbereich sowohl in Deutschland als auch innerhalb von Entwicklungsprojekten im Ausland.

## Geschichte
Die Änderung des Stromeinspeisungsgesetzes, das Anfang 1991 in Kraft trat und deutsche Energieerzeuger dazu verpflichtete, in Relation zu den Stromtarifen festgelegte Vergütungen für Strom aus erneuerbaren Energiequellen zu zahlen, legte die strukturpolitische Basis, dass neben Wind, Wasser und Sonne auch Biogas eine zumindest halbwegs kalkulierbare Investition wurde. Daraufhin wurde zwischen dem 15. und 18. Dezember 1991 auf der ersten Biogas Jahrestagung in der Bauernschule Hohenlohe die konkrete Idee für den Verband geäußert.
Am 14. Februar 1992 trafen sich die 17 Gründungsmitglieder, um den Fachverband offiziell zu gründen. Der Vorstand wurde von den Landwirten
Erich Holz und Rainer Gansloser gebildet. Mit damals noch bescheidenen Mitteln warb der Fachverband in Politik und Öffentlichkeit für sein Anliegen. Es entstanden interne Arbeitskreise, die sich etwa mit Sicherheitsfragen auseinandersetzten und erste Standards und Richtlinien erarbeiteten.
Im Laufe der 1990er Jahre wurden mit Bundesmitteln eine Reihe von Pilotanlagen zwecks der Ko-Fermentation errichtet. Die Steuerung der Gärbiologie geriet aufgrund mangelnder Routine auf manchen Anlagen aus dem Ruder und ramponierte das Image vom sauberen, geruchslosen Biogas. Auch verbandsintern gab es anfangs unterschiedliche Auffassungen zur korrekten politischen und verbandspolitischen Arbeit, was der heterogenen Gruppe aus Landwirten, Ingenieuren, Planern, Wissenschaftlern, Abfallwirtschaftlern, Industrieunternehmen und Anlagenherstellern geschuldet war. Der Fachverband reagierte auf die internen Spannungen mit Personalwechsel und stellte für das drängende Thema Abfall die Fachexpertin Andrea Patten ein.
Anfang der 2000er Jahre wurde mit dem Erneuerbare-Energien-Gesetz (EEG) der rot-grünen Koalition schließlich ein gesetzlicher Rahmen geschaffen, der eine Kalkulation der Investitionen und Renditen im Biogasgeschäft solider machte. Für die Biogasbranche bedeutete das EEG eine deutliche Verbesserung auf der Erlösseite; die Energiepflanze wurde, zunächst positiv, zum Kernbegriff der Energiepolitik der frühen 2010er Jahre. Parallel zur Anzahl der Anlagen stieg die Zahl der Mitglieder im Fachverband und die der Teilnehmer an der Jahrestagung. Im Jahr 2006 wurde in Hannover offiziell das 2.000ste Mitglied begrüßt, 2011 in Nürnberg das 4.000ste.
Seit 2000 ist Dr. Claudius da Costa Gomez Hauptgeschäftsführer des Fachverbandes. Seit Januar 2013 stellt Horst Seide den Präsidenten. Die Geschäftsstelle war anfangs in Weckelweiler und zog im Jahr 2001 nach Freising. Der Verband hat ein Büro in Berlin und fünf Regionalbüros über Deutschland verteilt. Der Fachverband Biogas e.V. ist Mitglied im Bundesverband Bioenergie und ist darüber hinaus Veranstalter der "BIOGAS Convention & Trade Fair", die als Biogasmesse jährlich abwechselnd in Hannover und Nürnberg stattfindet. Aufgrund der Corona-Pandemie fand der Tagungsteil zwischen 2020 und 2022 digital statt.